# Phi tập trung hóa
Phi tập trung hóa là quá trình trong đó các hoạt động của một tổ chức, đặc biệt là các hoạt động liên quan đến lập kế hoạch và ra quyết định, được phân phối hoặc ủy thác thay vì tập trung vào một vị trí hoặc một nhóm trung tâm nắm quyền.  Các khái niệm phi tập trung hóa đã được áp dụng cho động lực nhóm và khoa học quản lý trong các doanh nghiệp và tổ chức tư nhân, khoa học chính trị, luật pháp và hành chính công, kinh tế, tiền bạc và công nghệ.

## Lịch sử

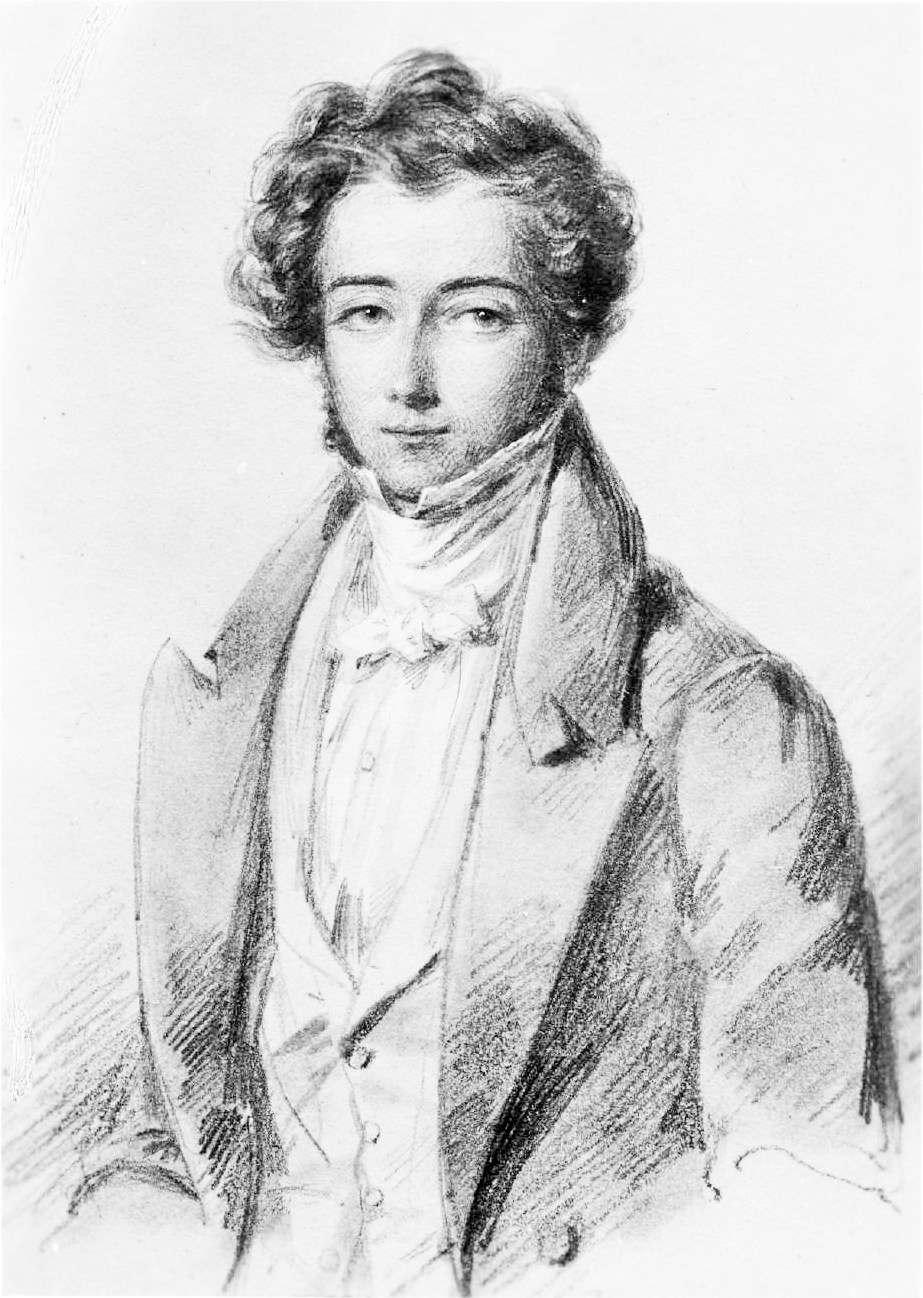
Alexis de Tocqueville, nhà sử học Pháp

Từ "tập trung hóa" được sử dụng ở Pháp vào năm 1794 khi lãnh đạo Thư mục Pháp sau Cách mạng Pháp tạo ra một cấu trúc chính phủ mới. Từ "phi tập trung hóa" được sử dụng vào những năm 1820.  "Tập trung hóa" được đưa tiếng Anh vào thứ ba đầu tiên của thập niên 1800;  đề cập đến phi tập trung hóa cũng xuất hiện đầu tiên trong những năm đó. Vào giữa những năm 1800, Tocqueville viết rằng Cách mạng Pháp bắt đầu bằng "một sự thúc đẩy hướng tới sự phi tập trung hóa... [nhưng cuối cùng,] đã nhân rộng sự tập trung hóa".  Năm 1863, quan chức Pháp đã nghỉ hưu, Maurice Block đã viết một bài báo gọi là "Phi tập trung hóa" cho một tạp chí Pháp xem xét động lực của chính phủ và tập trung quan liêu và những nỗ lực gần đây của Pháp trong việc phi tập trung hóa các chức năng của chính phủ.
Các ý tưởng về tự do và phi tập trung hóa đã được đưa ra để đưa ra kết luận hợp lý của họ trong thế kỷ 19 và 20 bởi các nhà hoạt động chính trị chống nhà nước tự gọi mình là " vô chính phủ ", " người theo chủ nghĩa tự do ", và thậm chí cả những người theo chủ nghĩa phi tập trung. Tocqueville, một người ủng hộ tư tưởng này, đã viết: "Phi tập trung hóa không chỉ là giá trị hành chính, mà còn là khía cạnh công dân, vì nó làm tăng cơ hội cho công dân quan tâm đến các vấn đề công cộng; nó làm cho họ quen với việc sử dụng tự do. trong số các quyền tự do địa phương, tích cực, bền bỉ này, được sinh ra là đối trọng hiệu quả nhất chống lại yêu sách của chính quyền trung ương, ngay cả khi nó được hỗ trợ bởi một ý chí tập thể, cá nhân. "  Pierre-Joseph Proudhon (1809 Từ1865), nhà lý luận vô chính phủ có ảnh hưởng  đã viết: "Tất cả các ý tưởng kinh tế của tôi khi được phát triển trong hai mươi lăm năm có thể được tóm tắt trong các từ: liên minh công nghiệp nông nghiệp. những ý tưởng chính trị của tôi sôi sục với một công thức tương tự: liên đoàn chính trị hoặc phi tập trung hóa. " 
Vào đầu thế kỷ XX, nước Mỹ, phản ứng đối với việc tập trung của cải kinh tế và quyền lực chính trị, đã diễn ra một phong trào phi tập trung. Nó đổ lỗi cho sản xuất công nghiệp quy mô lớn đã phá hủy những người giữ cửa hàng trung lưu và các nhà sản xuất nhỏ và thúc đẩy quyền sở hữu tài sản gia tăng và quay trở lại cuộc sống quy mô nhỏ. Phong trào phi tập trung đã thu hút những người miền Nam Agrari như Robert Penn Warren, cũng như nhà báo Herbert Agar.  New Left, những người theo cá nhân tự do chủ nghĩa đã hô hào việc phi tập trung hóa xã hội, kinh tế, và thường chính trị thông qua những năm tiếp theo bao gồm Ralph Borsodi, Wendell Berry, Paul Goodman, Carl Oglesby, Karl Hess, Donald Livingston, Kirkpatrick Sale (tác giả của Human Scale), Murray Bookchin,  Dorothy Day,  Thượng nghị sĩ Mark O. Hatfield,  Mildred J. Loomis  và Bill Kauffman.